# Chopitrupial
Chopitrupial (Gnorimopsar chopi) är en sydamerikansk fågel i familjen trupialer inom ordningen tättingar.

## Utseende och läte
Chopitrupualen är en 25 cm lång helsvart fågel. Den liknar anitrupialen (Anumara forbesi), men har något böjd näbb som dessutom har en skåra utmed undre näbbhalvan. Lätet är ett explosivt "tjouw", antingen enstaka eller i en serie toner med slumpmässig tonhöjd.

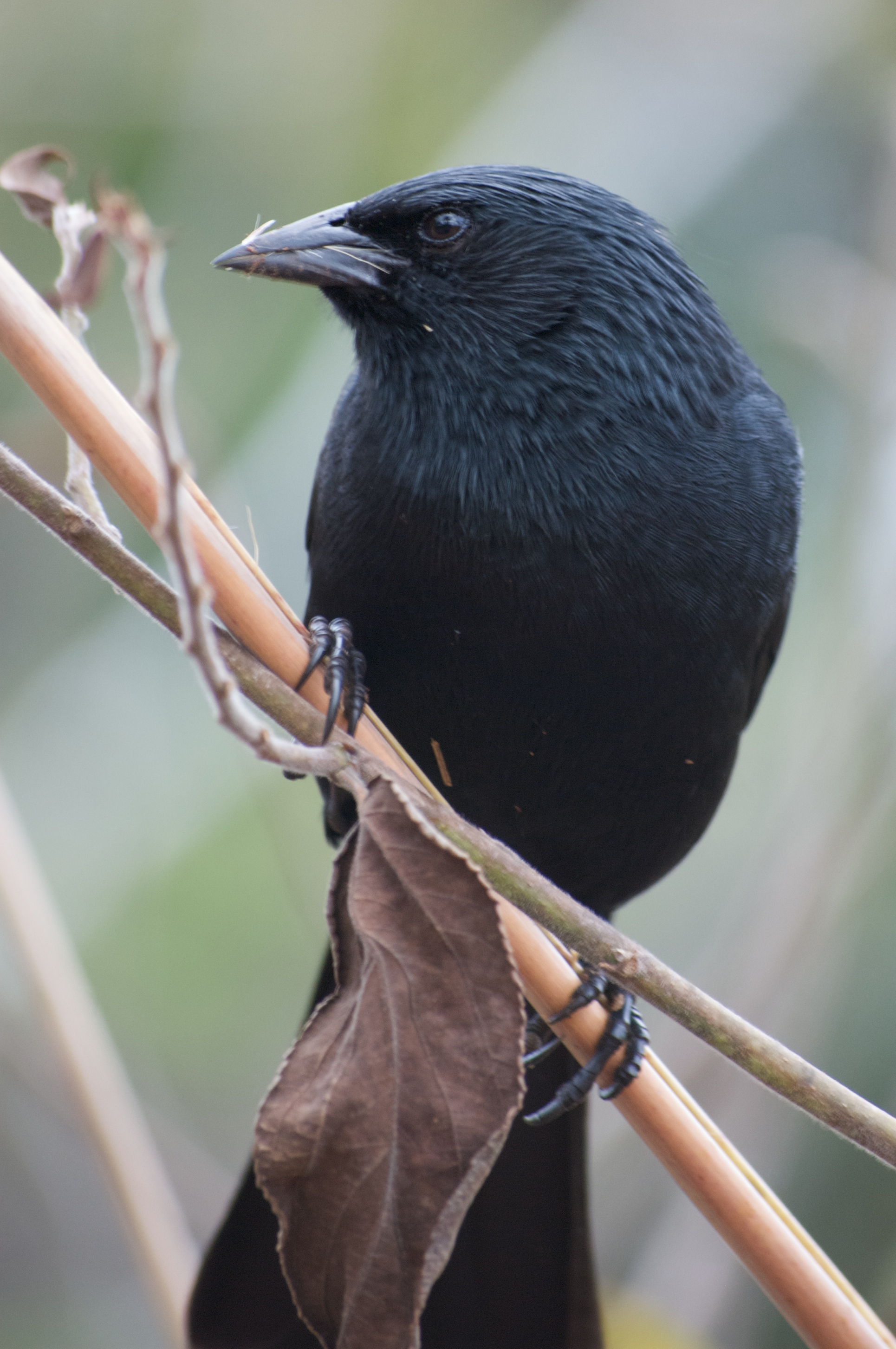

## Utbredning och systematik
Chopitrupialen placeras som enda art i släktet Gnorimopsar. Den delas in i två underarter med följande utbredning:
- Gnorimopsar chopi sulcirostris – förekommer från östra Bolivia till nordöstra Brasilien och nordvästra Argentina (norra Salta)
- Gnorimopsar chopi chopi – förekommer från sydöstra Bolivia till Paraguay, sydöstra Brasilien, Uruguay och norra Argentina

Ofta urskiljs även underarten megistus med utbredning från sydöstra Peru till östra Bolivia.

Chopitrupialens utbredningsområde.

## Levnadssätt
Fågeln förekommer i torr savann, subtropiska eller tropiska fuktiga gräsmarker, betesmarker och skog kraftigt påverkad av människan.. Födan är dåligt känd, men den har observerats äta leddjur och frukt, vid vissa tillfällen även grodo och till och med andra fåglar.

## Status och hot
Arten har ett stort utbredningsområde och en stor population med stabil utveckling och tros inte vara utsatt för något substantiellt hot. Utifrån dessa kriterier kategoriserar internationella naturvårdsunionen IUCN arten som livskraftig (LC). Världspopulationen har inte uppskattats men den beskrivs som vanlig.

## Namn
Chopi kommer av Chōpî, vad fågeln kallas på guaraní. Ursprunget är onomatopoetiskt.